# Гражданская война в Великом княжестве Литовском (1696—1702)
Гражданская война 1697—1702 годов в Великом княжестве Литовском (иногда упоминается под термином «Домашняя война») разгорелась во время бескоролевья после смерти Яна ІІІ Собеского. Противоборствующими сторонами выступали чрезмерно усилившиеся Сапеги и антисапежанская коалиция во главе с Радзивиллами, Вишневецким, Пацами и Огинскими.

## Предыстория
В 1682—1697 годах шляхетский род Сапег приобрёл наибольшее влияние в ВКЛ; в эти года великим гетманом был Казимир Ян Сапега, а подскарбием — его брат Бенедикт Павел Сапега. К концу правления короля Яна III Собеского сформировалась коалиция против Сапег (так называемые «республиканцы»).
Важное значение в ослаблении власти Сапег имел конфликт Казимира Яна Сапеги и епископа виленского Константина Казимира Бжостовского, в результате которого в 1694 году Казимира Яна Сапегу отлучили от церкви.
В период «бескоролевья» (после смерти Яна Собеского; 1696—1697 гг.) антисапегинская конфедерация выдвинула своих военных руководителей: великого хорунжего Григория Огинского, берестейского подкомория Людвика Поцея и витебского каштеляна Михаила Коцелла. Политической программой противников Сапег стало требование уравнять права шляхты ВКЛ и шляхты Польши, что предусматривало ограничение власти гетмана, подскарбия и других министров ВКЛ. Соответствующее постановление принял Сейм 25 июня 1697 года, выбравший нового короля Речи Посполитой Августа II.

## Столкновения 1697—1698 годов
Выборы нового короля после смерти Яна Собеского раскололи великолитовскую шляхту: Сапеги приняли сторону французского принца Луи де Конти, их противники поддержали саксонского курфюрста Фридриха Августа, вскоре избранного королём под именем Августа II.
Новый король Август II поручил Г. Огинскому лишить Сапег реальной власти над войсками ВКЛ и обратился за военной помощью к России. Однако Сапеги признали нового короля, и это сняло угрозу русского вторжения. Формально Сапеги перестали быть врагами Августа II, однако «республиканцы», поощряемые Августом II, продолжили борьбу. В 1698 году Август II утвердил Г. Огинского старостой жемайтским.
Основные военные действия происходили в это время именно в Жемайтии и вокруг неё: 29 марта 1698 года произошло боестолкновение близ Ковно, 28 апреля 1698 года близ Жижморов, 22 июля 1698 года у Юрборка. Этот этап противостояния завершился 21 декабря 1698 года подписанием договора под Пузевичами. Гетман Казимир Ян Сапега признал уравнение прав шляхты, по этому соглашению армия ВКЛ сокращалась наполовину.
К 1699 году в ВКЛ начало складываться двоевластие. Г. Огинский объявлен генеральным региментарием армии, М. Коцелл — генеральным полковником ВКЛ, с точки зрения «республиканцев» — высшим должностным лицом ВКЛ. Эта должность не была предусмотрена правом, но была ликвидирована только в 1717 году.

## Кампания 1700 года
В 1700 году Сапеги, используя необходимость поставить Августу II вспомогательный корпус в начавшейся войне со Швецией, попытались вернуть своё влияние.
В ответ «республиканцы» созвали «Посполитое рушение» (ополчение).
В битве под Олькениками 18 ноября 1700 года численно превосходящее войско «республиканцев» под командованием М. С. Вишневецкого и Г. А. Огинского нанесло решительное поражение армии Сапег. 24 ноября 1700 года в Олькениках была установлена победа «республиканцев»; генеральным полковником ВКЛ стал Михаил Сервеций Вишневецкий, Сапеги были лишены должностей и поместий.

## Последние события «Домашней войны» (1701—1702)

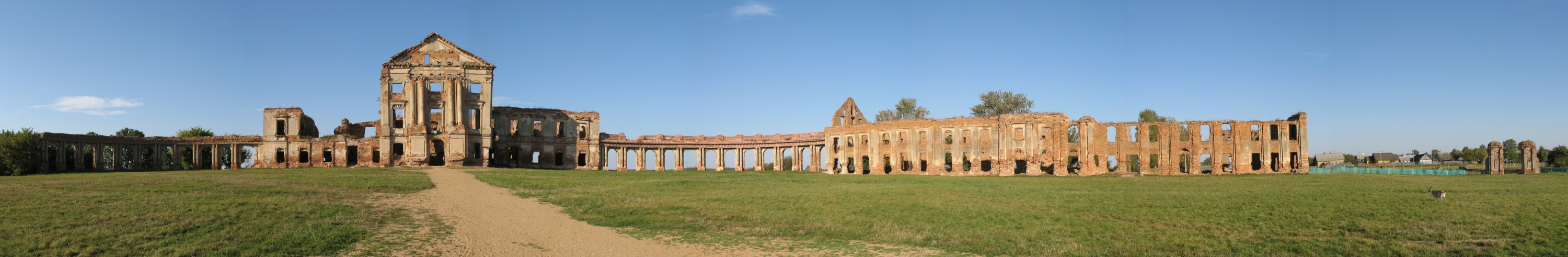
Руины Ружанского дворца.

Основой сопротивления в 1701—1702 годах стали бывшие владения Сапег: Черею и Дубровно противники Сапег взяли в 1701 году, 1702 год отмечен продолжительной осадой Быхова (29 августа—10 октября), которая завершилась почётной сдачей гарнизона.
Разрушен был также Ружанский дворец.

## Последствия
6 марта 1703 года Сапеги приняли сторону шведского короля Карла XII; дальнейшие действия стали частью Северной войны, где Сапеги сражались на стороне шведов (у Якобштадта и под Шкудами в 1704 году, при Калише в 1706 году) и способствовали низложению Августа II с трона Речи Посполитой в 1706 году.
Важным эпизодом кампании 1707 года стала осада Быхова русскими войсками.
В 1710 году Сапеги добились частичного возвращения поместий и другого имущества, однако былое влияние было утрачено.
Главным итогом «Домашней войны» в ВКЛ стала ликвидация гегемонии одного магнатского рода, характерной для второй половины XVII века.